# Velika kukuta
Velika kukuta (svinjac, živolina, lat. Conium) je rod otrovnog ali i korisnog ljekovitog dvogodišnjeg raslinja iz porodice štitarki kojemu pripadaju 6 priznatih vrsta. Kukuta je najpoznatija po svojoj otrovnosti, točnije otrovu koniinu, koji je prvi puta sintetski dobiven 1886.
Ime roda dolazi po grčkoj riječi konos (= nesvjestica). 
Svjetsku slavu stekla je još u drevnoj Grčkoj jer su se njezinim otrovom vršila smaknuća, a jedan od njih bio je i Sokrat.
Rod je raširen po gotovo cijeloj Europi, djelovima Azije, Sjevernoj Americi i Novom Zelandu. Stabljika je uspravna, može narasti do 250cm, gola i šuplja. Listovi su veliki, trokutasti i jajasti, cvjetovi mali i bijeli, cvatu od lipnja do rujna, a plod je kalavac. Cijela biljka ima neugodan miris. Koristi se u travarstvu u obliku melema, raznih ulja i masti, i kao sedativ i antispazmolitik.
Može da izazove i trovanje domaćih životinja.

## Vrste
Vrste:
1. Conium chaerophylloides (Thunb.) Eckl. & Zeyh.
2. Conium divaricatum Boiss. & Orph.
3. Conium fontanum O.M. Hilliard & B.L. Burtt
4. Conium hilliburttorum Magee & V.R.Clark
5. Conium maculatum L.1
6. Conium sphaerocarpum O.M. Hilliard & B.L. Burtt

## Galerija
- Conium maculatum